# Garrett Wilson (football américain)
Pour les articles homonymes, voir Garrett Wilson.
(en) Statistiques sur pro-football-reference
Garrett Antonio Wilson (né le 22 juillet 2000 à Columbus en Ohio) est un sportif professionnel américain de football américain jouant au poste de wide receiver dans la National Football League (NFL) depuis la saison 2022 pour la franchise des Jets de New York.

## Biographie
Wilson a joué au niveau universitaire pour les Buckeyes de l'université d'État de l'Ohio avant d'être sélectionné en 10e choix global lors du premier tour de la draft 2022 de la NFL par la franchise des Jets de New York.
Il est élu meilleur joueur débutant offensif de la NFL par l'Associated Press au terme de sa première saison.